# Juanma Agulles
Juan Manuel Agulles Martos, más conocido como Juanma Agulles (Alicante, 1977), es un sociólogo español.

## Biografía
Juanma Agulles trabajó de albañil, de mozo de almacén y gasolinero para costear sus estudios en sociología. Realizó su tesina de doctorado sobre las ocupaciones y cooperativas de vivienda en Buenos Aires (Ciudad, democracia y movimientos sociales: el Movimiento de Ocupantes e Inquilinos (MOI) de Buenos Aires).
En 2008, publicó Non legor, non legar (literatura y subversión), una recopilación de artículos que había escrito para la revista Cuadernos del Tábano.
En 2010, Agulles publicó Sociología, estatismo y dominación social donde critica las técnicas sociológicas que son, según el autor, únicamente herramientas para el control y el dominio social por parte del poder.
En 2014, publica Los límites de la conciencia. Ensayos contra la sociedad tecnológica cuyo título hace referencia al libro de Günther Anders Más allá de los límites de la conciencia.
Participó en el libro 15M: obedecer bajo la forma de rebelión en el cual critica al movimiento 15M al considerarlo una defensa de ciertos privilegios, no un ataque contra el modelo que los produce. Cargar contra ese modelo implicaría perder privilegios y prebendas que ofrece la sociedad industrial. Según el autor, lo que piden los "indignados" no es una revolución, sino volver a la burbuja anterior a la crisis.
En 2014, publicó en la revista Hincapié el texto titulado "¿Otra vuelta de tuerka ?" muy crítico hacia el partido Podemos.
En 2016 publica Piloto automático. Notas sobre el sonambulismo contemporáneo en el cual hace un estudio sobre si es posible que la plena integración en la megamáquina no sea más que el delirio de unos cuantos que tratan de afianzar así su dominio sobre el resto. Pero entonces la incomodidad y el desasosiego que sentimos serían un último síntoma de salud de aquella parte de la vida que aún se resiste a ser sometida.
En 2017 pública "La destrucción de la ciudad", Los libros de la Catarata, 2017. En este ensayo, Juanma Agulles nos plantea un recorrido por las diferentes formas que ha adoptado la destrucción de la ciudad a través del industrialismo y sus planes urbanísticos y arquitectónicos, al tiempo que es una lúcida reflexión sobre las posibilidades de salir de la “ciudad sin límites”.
En 2017 también pública la vida administrada. Sobre el naufragio social, Virus Editorial, 2017. El progreso es probablemente la principal religión y el mito fundador de nuestra sociedad. De este se derivan otros conceptos  como desarrollo o crecimiento que conforman los discursos y las prácticas gubernativas, incluso los modos de vida del mundo desmantelado que habitamos. 
Tanto es así que las suturas abiertas de la relación con el territorio, y de la propia condición humana, convierten las necesidades, las opciones y los deseos en refresco embotellado; y cualquier política —incluida la alternativa—, se vuelca de manera contumaz en administrar el camino al desastre. En nombre de más seguridad y mejor nivel de vida, se han ido cediendo cada vez más parcelas de autonomía y libertad, conformando una comunidad incapacitada para elaborar sus propias alternativas a un barco que enarbola el naufragio social como seña de identidad.
La lucha por evitar el naufragio no está exenta de contrasentidos: «la contradicción entre las luchas ecológicas contra el modelo extractivista y la defensa de las condiciones de subsistencia por los trabajadores de la minería sería uno de los múltiples ejemplos». Ante esta versión sistémica del dilema del prisionero, la indolencia o el cinismo no serían más que un consuelo, una reacción autoinmune. Por eso, la necesidad actual reside en la construcción de nuevas políticas de emancipación social liberadas del falso binomio entre (estado de) bienestar y (estado de) malestar
Participó hasta 2019 en la revista antidesarrollista y de pensamiento crítico Cul de sac.

## Bibliografía

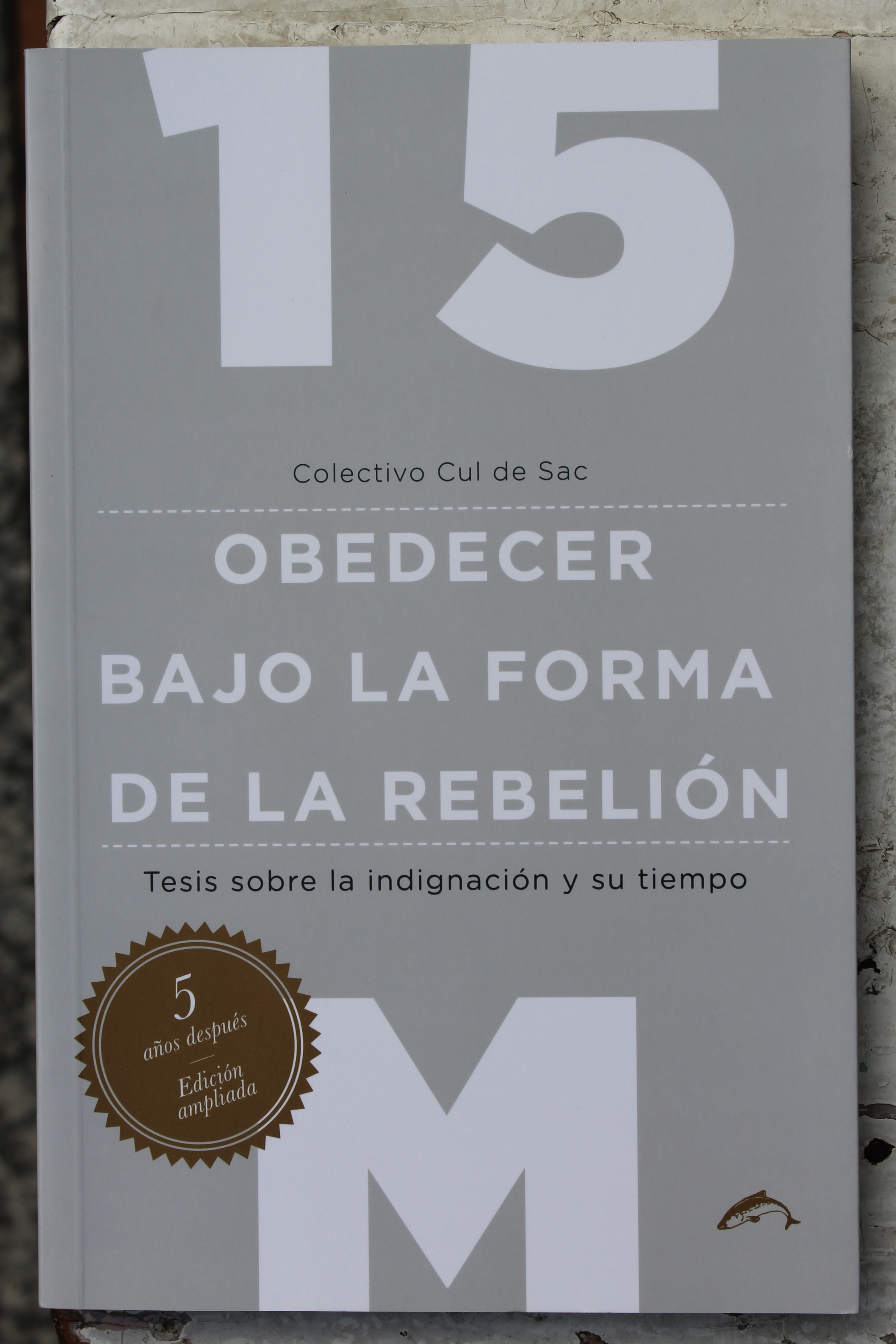
15M. Obedecer bajo la forma de la rebelión por el colectivo Cul de sac.

### Colectivo
- Colectivo Cul de Sac, 15M. Obedecer bajo la forma de la rebelión. Tesis sobre la indignación y su tiempo, Ediciones el Salmón, 2012. Nueva edición aumentada en 2016.
- VV. AA., F*ck Green New Deal. Colapso y alternativas: anticapitalismo y autogestión, Editorial Milvus, 2020. Nueva edición aumentada en 2016.

### Traducción
- David Watson, En el camino a ninguna parte. Civilización, tecnología y barbarie, Ediciones El Salmón, 2018